# Szibériai viza
A szibériai viza (Huso dauricus) vagy nevezik még mandzsúriai vizának is, a csontos halak (Osteichthyes) főosztályának a sugarasúszójú halak (Actinopterygii) osztályába, ezen belül a tokalakúak (Acipenseriformes) rendjébe és a valódi tokfélék (Acipenseridae) családjába tartozó faj.
A tokfélék között a legnagyobbra növő és sokáig élő halfaj. Nyolcvanéves korára akár az 5,6 métert és az 1-1,5 tonnát is elérheti. Ezek a méretek azt is jelentik, hogy az édesvízi halak között ez a faj nő a legnagyobbra.
Oroszországban és Kínában fordul elő és az ottani intenzív halászata és az ikrájából készített nagyon értékes beluga vagy fekete kaviár, miatti túlhalászás és orvhorgászat miatt állománya jelentős mértékben csökkent.

## Előfordulása
Oroszország és Kína halfaja. Az Amur folyó vízrendszerében őshonos. Kisebb állománya megtalálható az Ohotszki-tengerben és a Hanka-tóban.

## Megjelenése
Lassan növekszik, de hatalmasra megnő. A kifejlett szibériai viza 4-6 méter nagyságú, és egy tonna súlyt is elérő hal. Teste csupasz, rajta sorban elhelyezkedő csontvértek és elszórva csontszemcsék vannak. Négy bajuszszála az alsóállású száj előtt helyezkedik el. Állkapcsa széles és előretolható. Orra tompa, bajuszszálai hengeresek és rojtosak. Szája nagy, alulról eléri a fej két szélét.

## Életmódja
A szibériai viza mozgása nehézkes. Életének egy részét a tengerben, másik részét a folyókban tölti. A fiatal állat a homokban keresgéli férgekből, lárvákból, csigákból és kagylókból álló táplálékát, idősebb korában kisebb halakat is fogyaszt.

## Szaporodása
Ivarérettségét több éves növekedési ciklus után éri el. Az ívásukra május és július környékén kerül sor. A felnőtt egyedek többször is ívnak életciklusuk során. Az ívás periodikus náluk, ez azt jelenti, hogy 4-5 évente a nőstények és a hímek 3-4 évente képesek szaporodni.

### Internetes leírások a szibériai vizáról
- A faj adatlapja a FishBase oldalán. FishBase. (Hozzáférés: 2010. december 19.)
- A taxon adatlapja az ITIS adatbázisában. Integrated Taxonomic Information System. (Hozzáférés: 2011. november 19.)
- Huso dauricus (Georgi, 1775). WoRMS World Register of Marine Species. (Hozzáférés: 2011. november 19.)
- Great Siberian Sturgeon Huso dauricus (Georgi, 1775). BioLib.cz. (Hozzáférés: 2010. november 29.)
- Huso dauricus (Georgi, 1775) (angol nyelven). Encyclopedia of Life. (Hozzáférés: 2010. december 19.)[halott link]
- H. dauricus (Georgi, 1775) - калуга (orosz nyelven). sevin.ru. (Hozzáférés: 2010. december 19.)[halott link]
- Калуга (orosz nyelven). khabkrai.ru. [2010. december 25-i dátummal az eredetiből archiválva]. (Hozzáférés: 2010. december 19.)